# Anders Andersen (brottare)
Anders Peter Andersen, född 26 oktober 1881 i Köpenhamn, död 19 februari 1961 i Köpenhamn, var en dansk brottare som tävlade i grekisk-romersk stil.

## Karriär
Andersen tävlade för Danmark vid olympiska sommarspelen 1908 i London, där han tog brons i mellanvikt i grekisk-romersk stil. Vid olympiska sommarspelen 1912 i Stockholm slutade Andersen på 21:a plats i mellanvikt i grekisk-romersk stil. 
Andersen tävlade även vid VM 1911 samt EM 1907 och 1909. Han blev dansk mästare två gånger (1913 och 1914).

## Resultat

### Olympiska sommarspelen 1908
| Gren                             | Andra omgången             | Kvartsfinal             | Semifinal                         | Placering |
| -------------------------------- | -------------------------- | ----------------------- | --------------------------------- | --------- |
| Mellanvikt, grekisk-romersk stil | Jacobus Lorenz (NED) Vinst | Jaap Belmer (NED) Vinst | Frithiof Mårtensson (SWE) Förlust | 3         |

### Olympiska sommarspelen 1912
| Gren                             | Första omgången          | Andra omgången           | Placering |
| -------------------------------- | ------------------------ | ------------------------ | --------- |
| Mellanvikt, grekisk-romersk stil | Adolf Kurz (GER) Förlust | Mikko Holm (FIN) Förlust | 21        |